# Ochsenkrieg 1552
Der Ochsenkrieg 1552  war eine militärische Auseinandersetzung zwischen der Grafschaft Büdingen und der Reichsstadt Frankfurt, die dabei vom kaiserlichen Obristen Conrad von Hanstein unterstützt wurde. Ochsenkrieg bezeichnet einen Streit um eine Nichtigkeit, die zu einem Krieg eskaliert.

## Hintergrund
Während des sogenannten Fürstenaufstandes verteidigte im August 1552 der Obrist Conrad von Hanstein im Auftrag des katholischen Kaisers vier Wochen lang erfolgreich die protestantische, aber kaisertreue Reichsstadt Frankfurt am Main gegen protestantische Truppen aus Sachsen und Hessen. Während der Zeit waren vier Reiter seines Regiments von Reichsgraf Reinhard von Ysenburg-Büdingen in Birstein festgesetzt worden. Auf Ehrenwort entlassen desertierten die vier Reiter aus Furcht vor Strafe. Die Frankfurter verlangten allerdings irrtümlich vom protestantischen Grafen Anton von Ysenburg-Büdingen in Büdingen deren Freisetzung, die in dieser Form natürlich nicht geschehen konnte. Hanstein sah es als günstige Gelegenheit, ein Exempel zu statuieren und schickte am 31. August 1552 acht Fähnlein unter Hauptmann Rosenberg nach Büdingen. Anton von Ysenburg-Büdingen ergab sich sofort der militärischen Übermacht, sein Besitz wurde geplündert.